# Ravioli

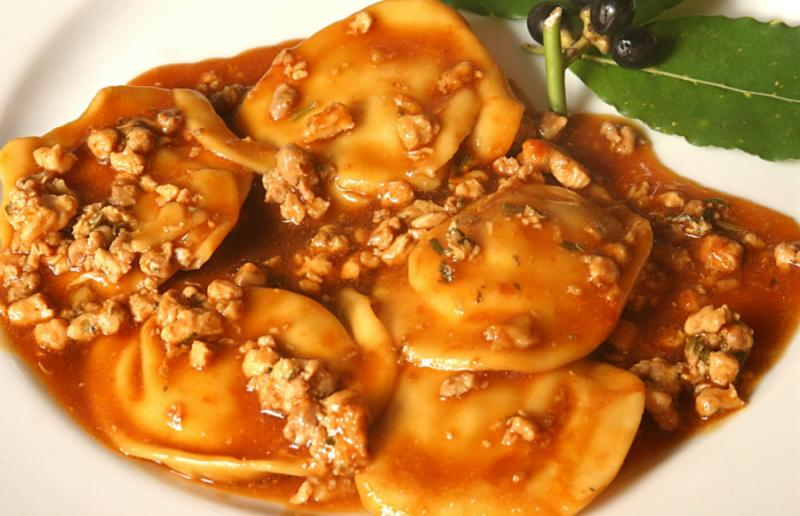
Um prato de ravioli

Ravioli ou ravióli (singular: raviolo) são pequenos pastéis de massa feita com farinha de trigo e ovo, recheadas com carne, peixe, vegetais ou queijo e cozidos em algum tipo de molho, típicos da culinária da Itália.
Quando se usa a palavra no singular normalmente se refere um pastel grande, preparado de maneira semelhante aos pequenos mas com uma gema de ovo inteira.